# Ichirō Abe
Ichirō Abe (en japonés: 安部一郎) (Akita, 12 de noviembre de 1922-Tokio, 27 de febrero de 2022) fue un judoca y maestro japonés. Fue presidente de la Federación Japonesa de Judo y jefe del Panel de Promociones del Kōdōkan. Ampliamente considerado uno de los mejores judokas de la historia, fue discípulo de Kyūzō Mifune y fue una de las sólo quince personas que ostentaban el impresionante 10.° dan.

## Biografía
Comenzó a practicar judo en 1937, con 15 años, en la Escuela Secundaria Minomachi, luego en la Escuela Secundaria Maebashi de la Prefectura de Gunima, y allí fue alumno de Sato, maestro de 5.º dan. Se educó en la Universidad de Tsukuba.

## Carrera
Debido a su talento, fue aceptado en el Kōdōkan. Allí fue entrenado directamente por Kyūzō Mifune, considerado el judoka más habilidoso de la historia.

### Europa
Cuando tenía veintinueve años, ya era 6.º Dan y el Kōdōkan lo envió a Francia como parte de una campaña para promover el judo en Europa. En 1951 se estableció en la ciudad de Toulouse y en París a partir de 1954. Es, por lo tanto, uno de los padres del judo en Francia.
Fundó la Federación Francesa de Kōdōkan en 1956 y ese año organizó el primer campeonato de judo en el país galo. Entre sus alumnos tuvo a Pierre Roussel, Jacques Belaud, Luc Levannier y Guy Pelletier.
En 1952 el Kodokan le encargó desarrollar el judo también en Bélgica, viviendo y enseñando personalmente. Llegó a convertirse en el entrenador del seleccionador nacional.
«Me encantaba enseñar en Francia. Había un espíritu de descubrimiento muy fuerte, un gran deseo de practicar judo y un gran respeto. La gente fue muy amable conmigo y sobre todo trabajaron con todas sus fuerzas. También me sorprendió descubrir una comprensión tan profunda, especialmente de los principios educativos destacados por Jigorō Kanō. Lo que me pidieron fue que explicara y transmitiera el judo de Kano. Y el judo no se trata solo de técnica, es un camino en el que un hombre puede progresar».

## Retiro
Regresó a Japón en 1969. Fue el director del Departamento de Asuntos Internacionales desde 1980 a 1996 y presidente de la Federación de Judo de Japón de 1993 a 1995. Desde 1996, es miembro de la Agencia de Cooperación de Ultramar de Japón y fue nombrado presidente de la Organización de Judo del Pacífico.
Su cita más famosa es: «Si te tiran seis veces, ¡tírate siete veces!» y su discípulo más notable es Keyvan Dehnad.
El 8 de enero de 2006, a la edad de 83 años, fue promovido al 10° dan en la Ceremonia Kagami biraki de Año Nuevo. En el mismo acto, Toshiro Daigo y Yoshimi Osawa también fueron investidos.
Abe falleció en Tokio el 27 de febrero de 2022, a los 99 años de edad.